# En Søsters Kærlighed
En Søsters Kærlighed er en amerikansk stumfilm fra 1912 af D. W. Griffith.

## Medvirkende
- Wilfred Lucas
- Dorothy Bernard
- Blanche Sweet